# Dog Days (film)
Dog Days is een film uit 2018 van Ken Marino met o.a. Vanessa Hudgens, Eva Longoria en Finn Wolfhard. De film volgt het leven van een aantal honden en hun baasjes in Los Angeles.

## Rolverdeling
| Acteur                 | Personage            | opmerkingen                   |
| ---------------------- | -------------------- | ----------------------------- |
| Nina Dobrev            | Elizabeth            |                               |
| Vanessa Hudgens        | Tara                 |                               |
| Finn Wolfhard          | Tyler                |                               |
| Eva Longoria           | Grace                |                               |
| Jessica Lowe           |                      |                               |
| Thomas Lennon          | Greg                 |                               |
| Lauren Lapkus          | Daisy                |                               |
| Adam Pally             | Dax                  |                               |
| Jon Bass               | Garrett              |                               |
| Casey Deidrick         | Jude                 |                               |
| Ryan Hansen            |                      |                               |
| Rob Corddry            |                      |                               |
| Ron Cephas Jones       | Walter               |                               |
| Toks Olagundoye        |                      |                               |
| Michael Cassidy        |                      |                               |
| Tig Notaro             |                      |                               |
| Jessica St. Clair      |                      |                               |
| Tone Bell              | Jimmy                |                               |
| Jasmine Cephas Jones   |                      |                               |
| Tony Cavalero          | Stanley              |                               |
| David Wain             |                      |                               |
| Phoebe Neidhardt       | Alexa                |                               |
| Mo Gaffney             | Mayor Velez          |                               |
| John Gemberling        |                      |                               |
| Elizabeth Phoenix Caro | Amelia               |                               |
| Melissa Gomez          | New Tricks Volunteer |                               |
| Eric Womack            | Bear at Vet          |                               |
| Jailyn Osborne         | New Tricks Employee  |                               |
| Mannix The Dog         | Dog Actor            |                               |
| Debby Gerber           | Susan with Dog       |                               |
| Megan Ashly Cutler     | TV Show Audience     |                               |
| Antonio Rosa           | Charity Event Patron |                               |
| Leon Masuda            | High School Student  |                               |
| Faith Alexis Oliver    | Charity Event Patron |                               |
| Matt Cordova           | Ben                  |                               |
| Diane Morgan Carpenter | Greg's Mom           |                               |
| Christina V. Ginger    | Barista              | vermeld als Cristina Gnilenco |
| Joseph Bezenek         | Baby Shower Husband  | vermeld als J. Vasko-Bezenek  |
| Mary Lou Matthews      | Collie Owner         |                               |
| Christine Kent         | Sounder              |                               |
| Amelia Su-Lin          | Kid                  |                               |
| Adam Burnette          | Audience member      |                               |
| Mike Rosenstein        | Bearded Clown        |                               |
| Rafael Amadeu          | Lyft Driver          |                               |
| Dalmatian Chloe        | Dalmatian            |                               |
| Tye Halé Johnson       | Water Park Kid       |                               |